# أستريد سوان
أستريد سوان (بالفنلندية: Astrid Swan)‏ هي عازفة بيانو ومغنية فنلندية، ولدت في 1982 في هلسنكي في فنلندا.

## وصلات خارجية
- أستريد سوان على موقع ميوزك برينز (الإنجليزية)
- أستريد سوان على موقع أول ميوزيك (الإنجليزية)
- أستريد سوان على موقع ديسكوغز (الإنجليزية)